# Festival de Cine Mudo de San Francisco

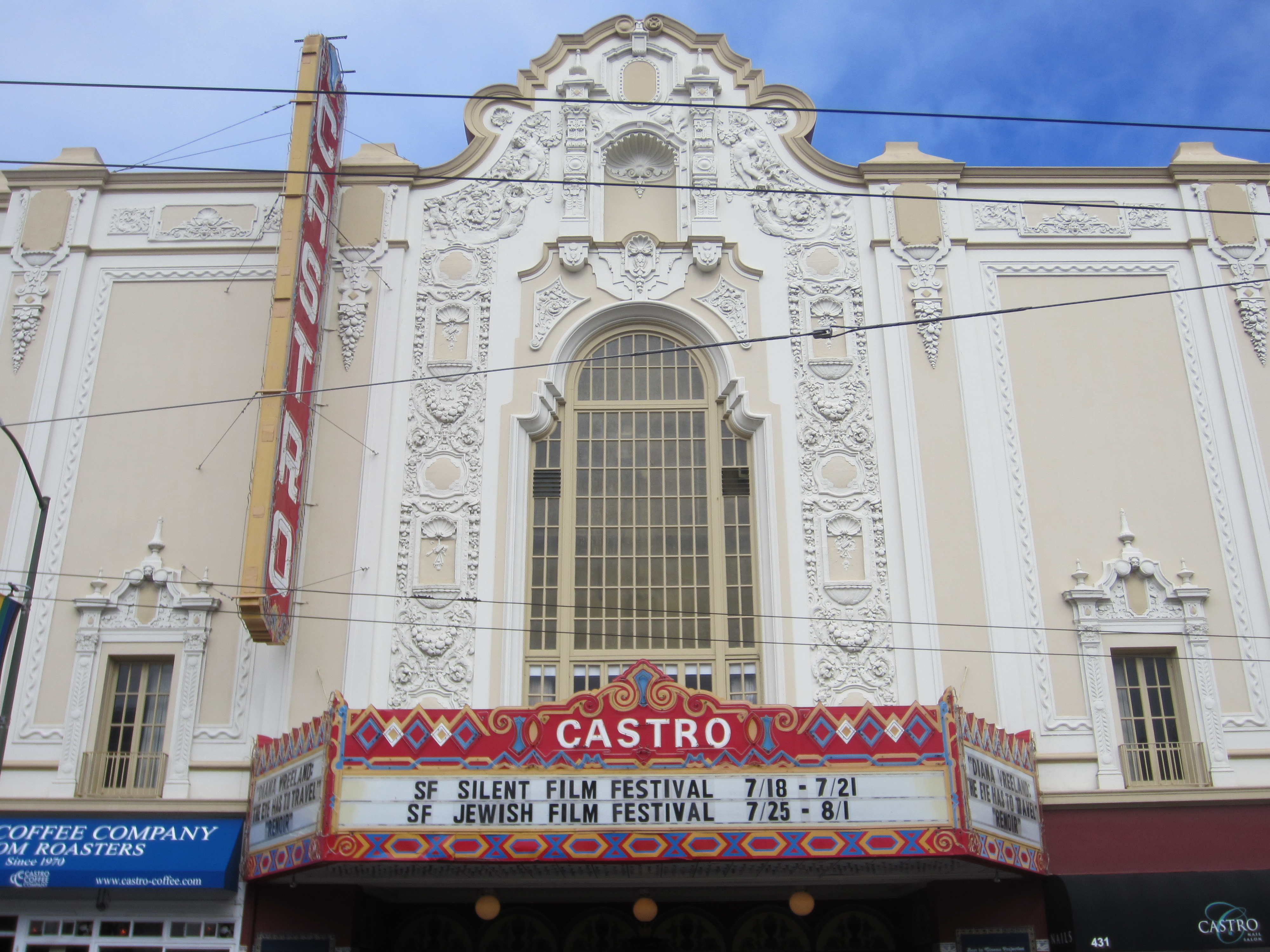
Castro Theatre, SF, CA, Estados Unidos

El Festival de Cine Mudo de San Francisco (SFSFF) es un festival de cine que se celebró por primera vez en 1996 y se presenta anualmente en el Castro Theatre de San Francisco, California, Estados Unidos. Es el festival de cine mudo más grande de los Estados Unidos, aunque el festival de cine mudo más grande del mundo sigue siendo el Festival de Cine Mudo en Pordenone, al norte de Italia.
El 25.º festival anual se llevará a cabo del 5 al 11 de mayo de 2022 en el Castro Theatre de San Francisco.

## Historia
El 16.º Festival de Cine Mudo de San Francisco se llevó a cabo en el Teatro Castro del 14 al 17 de julio de 2011, con 18 programas de películas y presentaciones, todos con acompañamiento en vivo de los músicos de cine mudo más destacados del mundo. El festival abrió con la nueva restauración de Upstream (1927) dirigida por John Ford y traída el año pasado a los Estados Unidos desde el Archivo de Cine de Nueva Zelanda, donde fue descubierta. Como parte de una colaboración entre el festival de cine y el Headlands Center for the Arts, Matti Bye Ensemble interpretó tres partituras originales encargadas para La saga de Gunnar Hede de Mauritz Stiller, El gran silencio blanco de Herbert Ponting y la «Closing Night Film» El que recibe las bofetadas de Victor Sjöström. El director destacado del festival fue Alexander Payne.
El 14 de julio de 2011, el festival anunció su presentación, en asociación con American Zoetrope, The Film Preserve, Photoplay Productions y el British Film Institute, de Napoleón de Abel Gance en marzo de 2012 en el Paramount Theatre Oakland. La presentación incluye el estreno en Estados Unidos de la restauración completa de Kevin Brownlow y el estreno en Estados Unidos de la partitura orquestal de Carl Davis, con Davis dirigiendo a miembros de la Sinfónica de Oakland East Bay. Las famosas secuencias del tríptico de la película se mostraron en Polyvision completo, con tres proyectores simultáneos y una pantalla de 70 pies. Napoleón no se había proyectado teatralmente en los Estados Unidos con una orquesta en vivo después de casi 30 años.
En 2006, el festival agregó un «Winter Event» de un día. El 14 de febrero de 2009, el 4.º Evento de Invierno presentó El beso de Mary Pickford (1927) de Sergei Komarov, rara vez vista, junto con otras tres películas mudas. El sexto evento anual de invierno el 12 de febrero de 2011 presentó la película El dinero de Marcel L'Herbier y tres cortometrajes de Charlie Chaplin: The Rink, The Adventurer y The Pawn Shop.
El festival incluye un enfoque en la preservación de películas. Cada año, el festival incluye un programa gratuito titulado «Cuentos asombrosos de los archivos», durante el cual los archivistas de películas proyectan y discuten películas y fragmentos raros y recientemente restaurados. El festival también ofrece una beca anual de preservación de películas a un estudiante de la Escuela de Preservación de Películas L. Jeffrey Selznick, George Eastman House, en Rochester, Nueva York. El ganador de la beca de preservación del Festival de Cine Mudo de San Francisco trabaja en la restauración de un cortometraje de la George Eastman Museum Motion Picture Collection, y luego proyecta la película conservada en el festival de San Francisco.
A lo largo de los años, muchas personas activas en la industria del cine durante la época del cine mudo, como Fay Wray y Diana Serra Cary (también conocida como «Baby Peggy»), han aparecido en persona en el festival, además de la familia de Sydney Earl Chaplin. Se presenta música en vivo con cada película, con los pianistas Stephen Horne y Donald Sosin, el organista Dennis James y los conjuntos Mont Alto Motion Picture Orchestra y Matti Bye Ensemble, entre los artistas frecuentes. El comité asesor del festival incluye nombres tan destacados como Kevin Brownlow, Bruce Goldstein, Guy Maddin, Leonard Maltin, Lee Mendelson, David Shepard, Paolo Cherchi Usai y Terry Zwigoff, así como los fundadores del festival Melissa Chittick y Stephen Salmons. Actualmente, la directora ejecutiva es Stacey Wisnia y la directora artística es Anita Monga.